# Sabaah Folayan
Pour les articles homonymes, voir Folayan.
Sabaah Folayan est une réalisatrice, activiste et conteuse américaine établie à Brooklyn (New York).

## Biographie
Sabaah Folayan a été l'organisatrice principale de la Marche des Millions (Millions March), l'une des plus grandes marches pour la justice raciale de l'histoire de New York.
Folayan s'est rendue à Ferguson en 2014 pour apprendre la vérité se cachant derrière les scènes dramatiques diffusées dans les émissions d'actualités. Elle se lance dans ses débuts de réalisatrice de cinéma avec son documentaire Whose Streets? basé sur les récits de la communauté noire de Ferguson.

## Filmographie
- 2017 : Whose Streets?
- 2022 : Look at Me